# Noctuelle du dactyle
Oligia strigilis
Espèce
La Noctuelle du dactyle (Oligia strigilis) est une espèce de lépidoptères appartenant à la famille des Noctuidae (papillons de nuit).
Cette espèce occupe toute l'Europe ; très variable, elle nécessite l'examen des genitalia pour une identification correcte.
Univoltin, le papillon vole d'avril à août selon la localisation.
La chenille se nourrit de poacées (graminées).

## Habitat et comportement
La Noctuelle du dactyle (Oligia strigilis) est une espèce qui s'adapte à divers types d'habitats en Europe, bien qu'elle soit particulièrement commune dans les prairies, les lisières de forêts, et les zones herbacées riches en poacées, qui constituent la principale source de nourriture pour ses chenilles.
Les adultes sont principalement nocturnes et attirés par les sources lumineuses, ce qui facilite leur observation et leur capture pour les études scientifiques. En période de vol, ils adoptent un comportement discret en se camouflant dans leur environnement pendant la journée, grâce à leurs couleurs sombres et variées qui leur permettent de se fondre dans l'écorce des arbres ou les sols forestiers.

## Cycle de vie
Le cycle de vie de l’Oligia strigilis est typiquement univoltin, produisant une seule génération par an. Après l'éclosion, les chenilles se développent rapidement en se nourrissant des poacées. Elles passent l'hiver sous forme de chrysalide, enfouies dans le sol ou dans la litière végétale, avant d'émerger sous forme adulte au printemps ou au début de l'été.

## Variabilité et identification
La grande variabilité des motifs et des couleurs chez cette espèce peut rendre son identification difficile. Les individus présentent des variations allant du brun foncé au gris clair, avec des motifs plus ou moins marqués sur leurs ailes antérieures. Pour distinguer avec certitude Oligia strigilis des espèces similaires, comme Oligia latruncula ou Oligia versicolor, l'examen des genitalia est souvent nécessaire, une pratique courante en entomologie pour les espèces cryptiques.